# 法蘭克·迪普勒
法蘭克·迪普勒（Frank Jennings Tipler III，1947年2月1日—）他是個數學物理學家和宇宙學家，現任職於杜蘭大學的數學系和物理系。

## 著作

### The Omega Point
法蘭克·迪普勒使用奧米加點一詞描寫宇宙最終的命運。迪普勒在1994年將他的理論總結如下:
- 宇宙具有有限大小且在拓撲上是個三維球面;
- 沒有事件視界暗示了未來的c-boundary是個點，稱做奧米加點;
- 情感生命體最終會吞噬整個宇宙並且控制它;
- 從現在到奧米加點的可以處理的資訊是無限的;
- 當逼近於奧米加點時，儲存在宇宙的資訊量將會逼近於無限喔